# 13605 Nakamuraminoru
13605 Nakamuraminoru este un asteroid din centura principală de asteroizi.

## Descriere
13605 Nakamuraminoru este un asteroid din centura principală de asteroizi. A fost descoperit pe 1 septembrie 1994 la Kitami de Kin Endate și Kazuro Watanabe. Asteroidul prezintă o orbită caracterizată de o semiaxă mare de 2,38 ua, o excentricitate de 0,13 și o înclinație de 5,3° în raport cu ecliptica.